# Тунис
Туни́с (араб. تُونِس‎), официально Туни́сская Респу́блика (араб. الجُمْهُورِيَّةُ التُّونِسِيَّة‎, аль-Джумхурия ат-Тунисия) — государство на крайнем севере Африки. Население, по итогам переписи июля 2017, составляет 11 403 800 человек, территория — 163 610 км². Занимает 82-е место в мире по численности населения и 91-е по территории.
Столица — Тунис. Государственный язык — арабский.
Унитарное государство, президентская республика. С 23 октября 2019 Президентом Туниса является Каис Саид. В административно-территориальном отношении подразделяется на 24 вилайета.
На севере и востоке омывается Средиземным морем, на западе граничит с Алжиром, на юго-востоке с Ливией. Около трети территории страны занимают восточные отроги гор Атлас, остальная территория покрыта саваннами и, в основном, пустынна.
Около 98 % населения исповедует ислам.
Аграрно-индустриальная страна с динамично развивающейся экономикой. Объём ВВП по паритету покупательной способности за 2011 год составил 100,3 миллиарда долларов США (около 9500 долларов США на душу населения). Денежная единица: тунисский динар.
В 1705 году было создано государство Тунис под властью беев из династии Хусейнидов, признававших султана лишь религиозным лидером. В 1881—1883 годах Франция установила над Тунисом свой протекторат, включив его в состав своей колониальной империи. С 1956 года является независимым государством.

## Этимология
Топоним «Тунис» происходит от названия крупнейшего города и столицы страны. Город Тунис (араб. تونس‎) — пригород Карфагена — был известен за несколько веков до нашей эры. В отношении происхождения ойконима Тунис нет единого мнения. По мнению Е. М. Поспелова, название происходит от имени финикийского божества Танит — богини Луны.

## Географическое положение

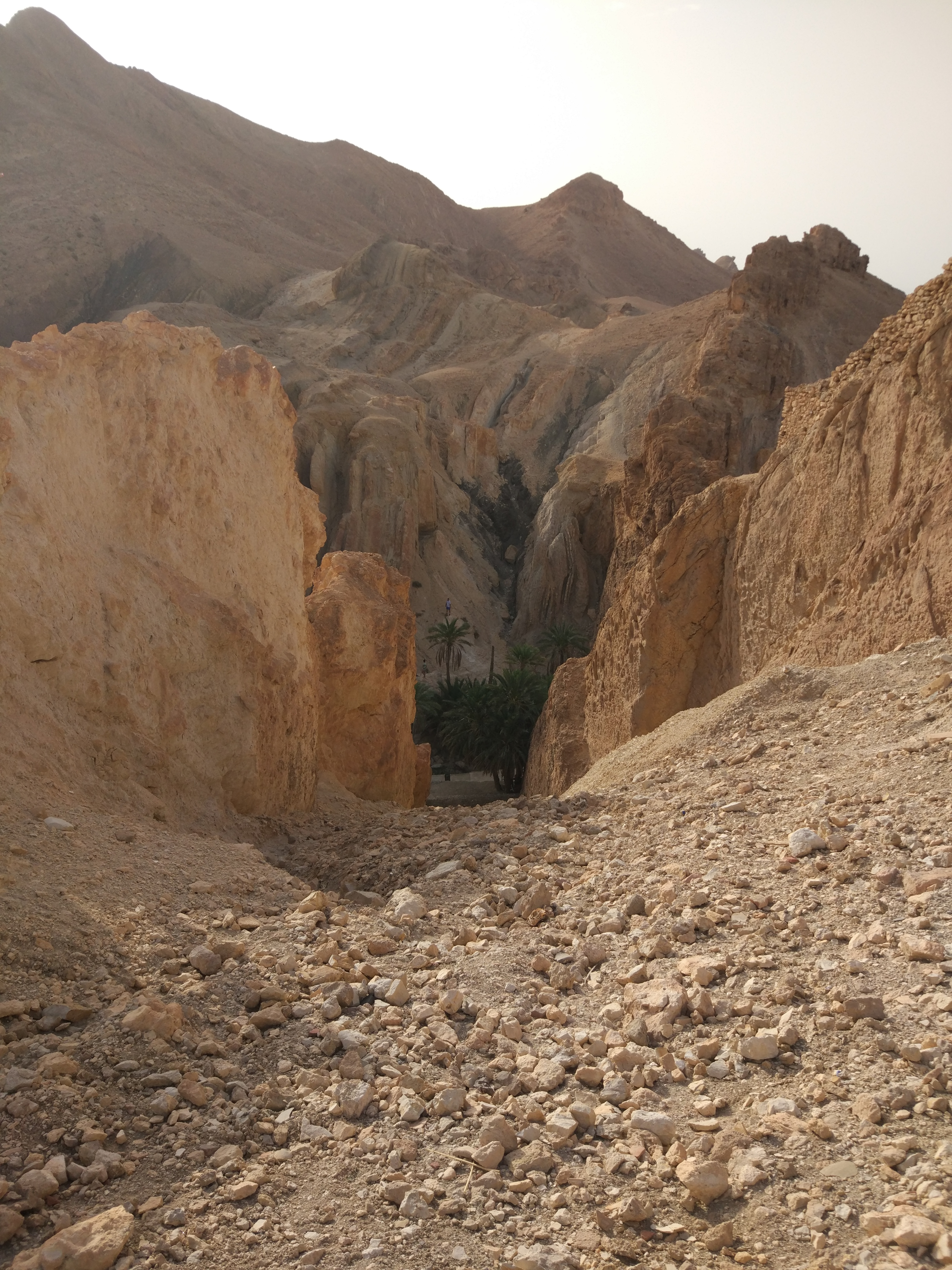
Атласские горы в Тунисе

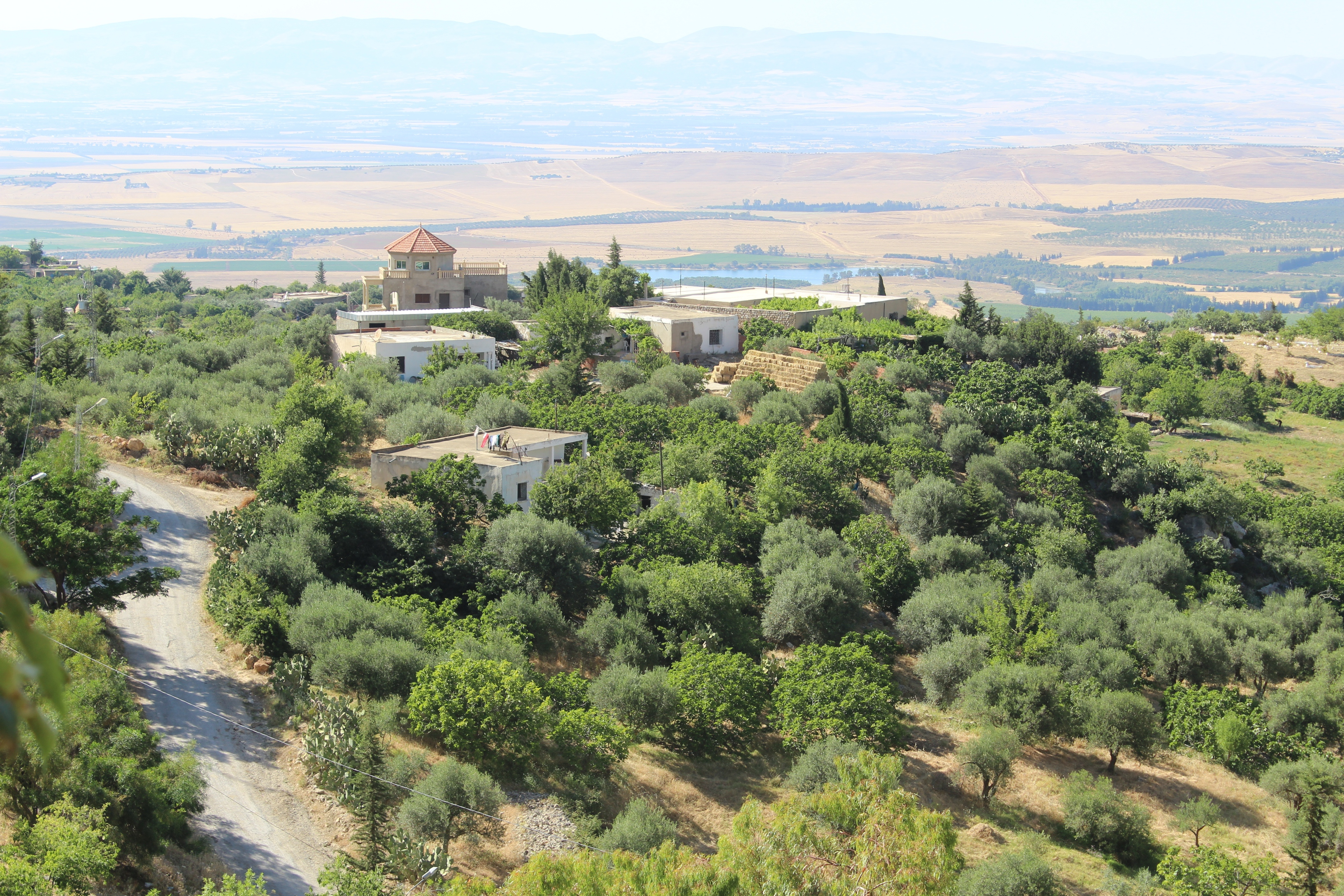
Равнины Туниса

Самая низкая точка Туниса — пересыхающее озеро Эль-Гарса (17 м ниже уровня моря), самая высокая точка — г. Шамби (1544 м). По площади это самая маленькая страна из Магриба.
Климат Туниса — субтропический средиземноморский на севере и вдоль побережья, на юге и во внутренних районах — тропический пустынный.
Средние температуры — января +10 °C на севере и +21 °C на юге, июля — +26 °C на севере и +33 °C на юге. Осадков за год выпадает от 100 мм на юге до 1500 мм в горных районах, некоторые пустынные области вообще не получают осадков в течение многих лет подряд. Летняя жара на побережье смягчается морским бризом, поэтому субъективно кажется несколько прохладнее, чем есть на самом деле. В пустынных районах ночью нередки заморозки даже весной и осенью, хотя днём температура в этот период может достигать +25 °C и +27 °C.

## История

### Древняя история

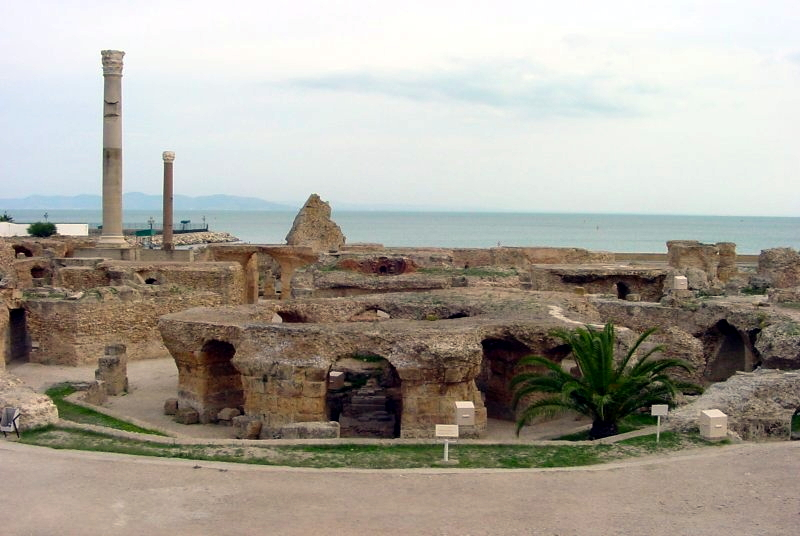
Руины римского Карфагена (Термы Антонина)

Самые древние стоянки первобытных людей на территории Туниса датируются более 200 000 лет назад (район Келибии, мыс Бон).
Около 6000 лет до н. э. в конце ледникового периода образовалась пустыня Сахара.
Около 4500 лет до н. э. на юге Туниса (район Гафсы) селятся капсийцы.
В период между 1100 г. до н. э. и 600 г. до н. э. финикийцами основаны Сус, Утика и Бизерта. Главным городом финикийцев на севере Африки становится Карфаген.
Карфаген основан в 814 году до н. э. колонистами из финикийского города Тир. После падения финикийского влияния в Западном Средиземноморье Карфаген переподчиняет себе бывшие финикийские колонии. К III веку до н. э. он становится крупнейшим государством на западе Средиземного моря, подчинив Южную Испанию, Северную Африку, Сицилию, Сардинию, Корсику. После серии войн против Рима потерял свои завоевания и был разрушен в 146 г. до н. э., его территория превращена в римскую провинцию Африка.

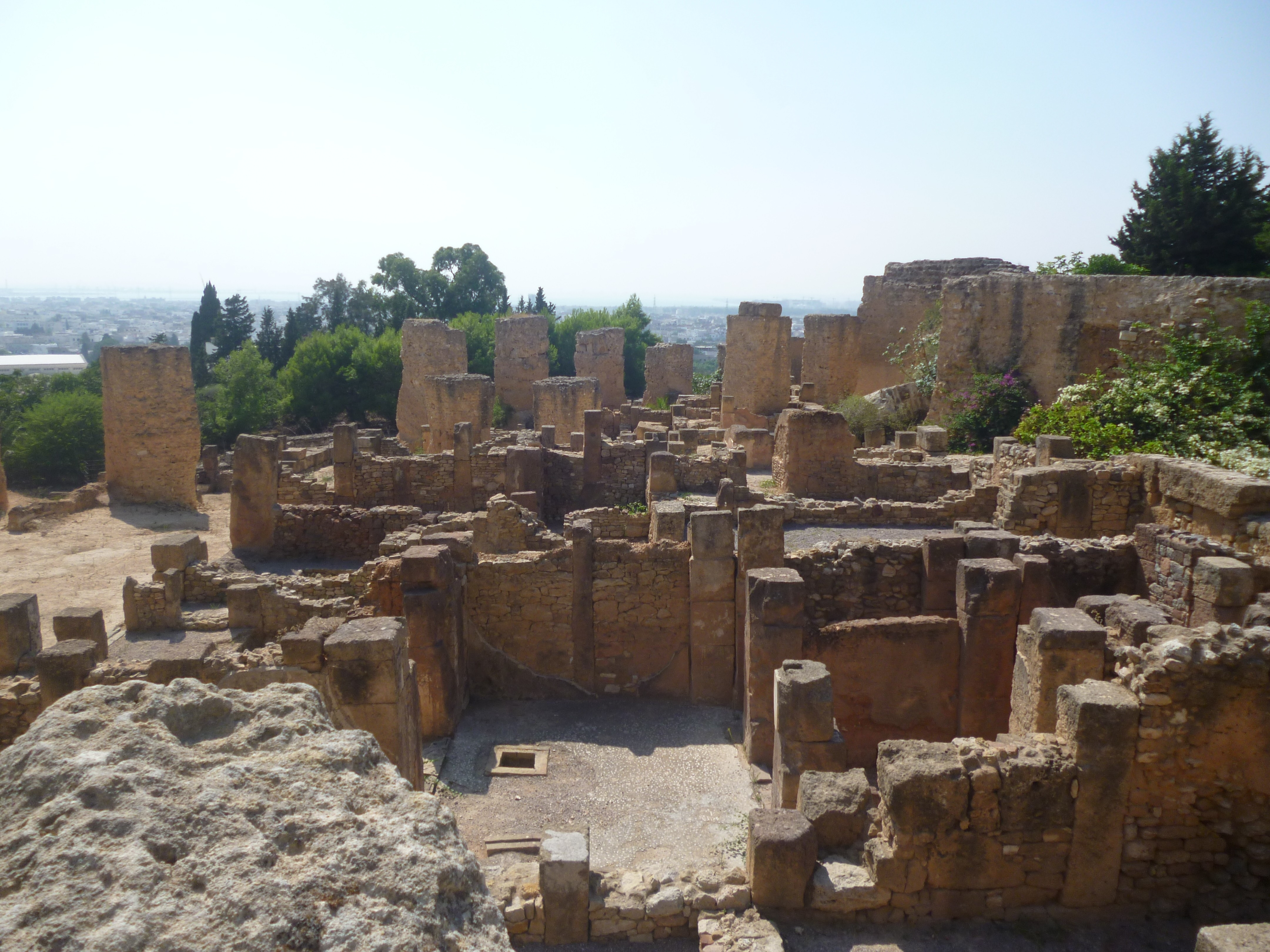
Руины Карфагена

Юлий Цезарь распорядился основать на его месте колонию, которая была основана после его смерти. В 44 году до н. э. недалеко от руин финикийского Карфагена римляне основали новый город, назвав его в честь Юлия Цезаря Colonia Iulia Carthago. Он достиг процветания в качестве административного центра и порта области с богатым сельскохозяйственным производством. Этот период истории Карфагена длился почти 750 лет.
После раздела Римской империи здесь находилась столица Королевства вандалов и аланов (429—533 г. н. э.).
Затем эту область Северной Африки завоевала Византия, возглавляемая императором Юстинианом, после чего Карфаген стал столицей Карфагенского экзархата. В 697 году византийский Карфаген пал под натиском арабов.

### Арабское завоевание

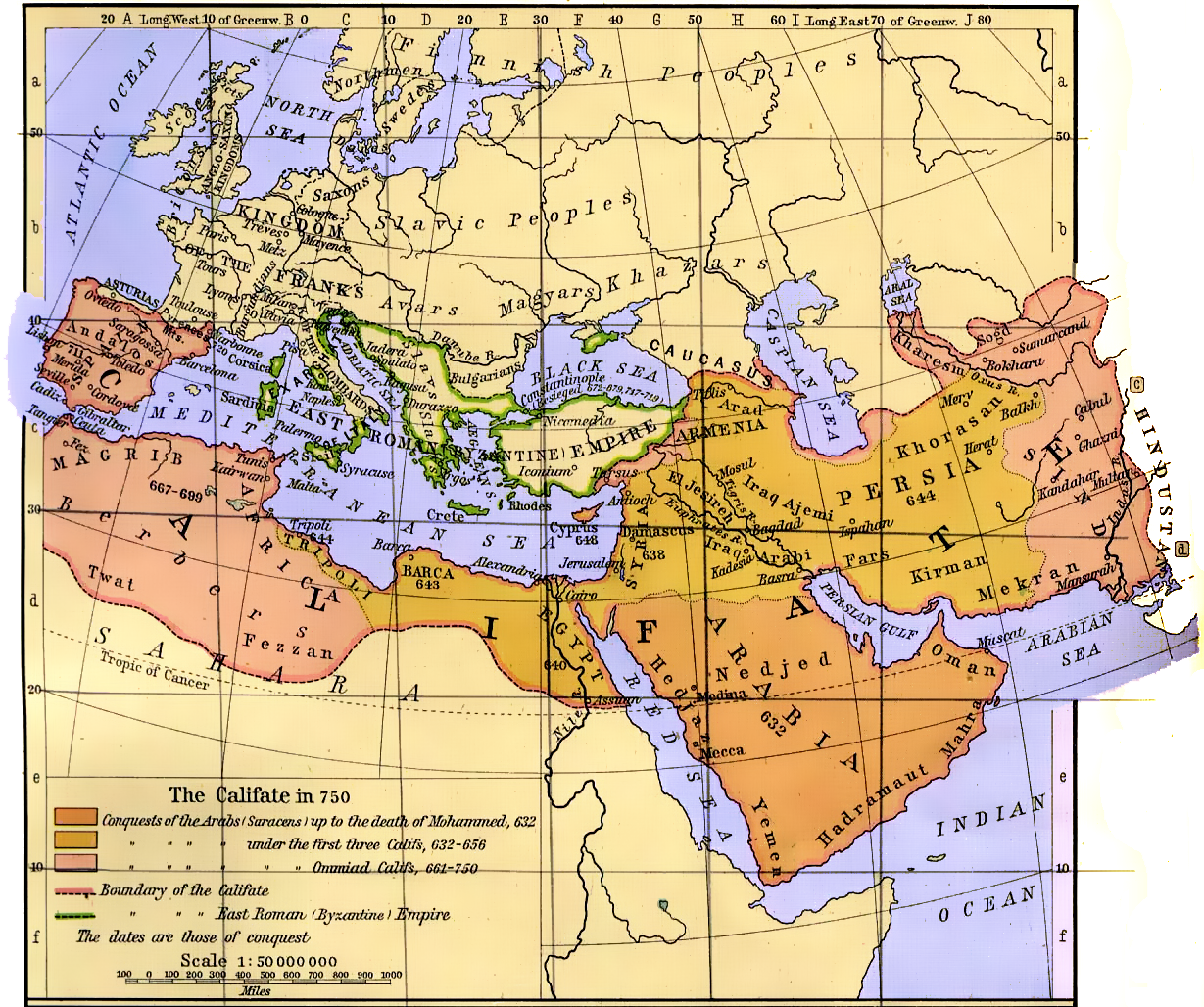
Омейядский халифат. 750 год.

В 670 году арабы (Праведный халифат) на месте византийской крепости основали свой первый город на территории Северной Африки Кайруан, ставший центром транссахарской торговли.

### Османская империя
В 1534 году в ходе экспансии Османской империи в правление Сулеймана I, главнокомандующий турецким флотом Хайр-ад-Дин Барбаросса захватил Тунис, однако год спустя Тунис был отбит германо-римским императором Карлом V Габсбургом.
В 1568 году находившийся на службе у Османской империи, при Селиме II корсар Кылыч Али-паша направил по суше из Алжира небольшую армию, которая захватила у хафсидов Тунис. В 1573 году Хуан Австрийский с испанской помощью отвоевал Тунис, но в 1574 году османы вновь завоевали Тунис. Он вошёл в состав Османской империи.
Однако уже с конца XVI века власть турецкого султана здесь стала номинальной: управляли фактически независимые беи, основавшие в 1612 г. династию Мурадидов. В 1705 году было создано независимое государство Тунис под властью беев из династии Хусейнидов, признававших султана лишь религиозным лидером. В 1881—1883 годах Франция установила над Тунисом свой протекторат, включив его в состав своей колониальной империи.
Наиболее известные беи:
- Хусейн бен Али (с 1705 г.);
- Али-бей (1759—1782);
- Хамуда-паша (1782—1814);
- Ахмед (1837—1855);
- Мухаммад III ас-Садик (1859—1882);
- Монсеф (1942—1943);
- Мухаммад VIII аль-Амин (1943—1957).

### Новейшая история
В 1957 году монархия была ликвидирована.
В начале 1960-х годов в стране установился де-фа́кто однопартийный режим партии Нео-Дустур, переименованной в 1964 году в социал-демократическую.
В 1987 году в стране произошла Первая Жасминовая революция, когда был свергнут бессменно правивший в течение 30 лет президент страны Хабиб Бургиба. Он был склонен к постоянной ротации администраторов и в условиях экономических проблем и подъёма воинствующего ислама был смещён премьер-министром Бен Али с согласия всех ключевых министров и силовых ведомств. В следующем году были проведены ограниченные реформы, направленные на корректуру самых одиозных решений и тенденций периода правления Бургибы. Руководство страны сумело провести переход от однопартийной системы к формально многопартийной, избежав возможных на таком пути тяжких последствий и не потеряв бразды правления. Страна проводила прозападную политику, борясь с ростом исламского фундаментализма.
В январе 2011 года в Тунисе начались беспорядки. Главным катализатором революционной ситуации в стране выступил сайт WikiLeaks и его материалы, которые вызвали недовольство населения: на данном ресурсе были опубликованы депеши американских дипломатов, которые показали реальную ситуацию коррупции в этой республике. Согласно этим документам, президент страны Зин аль-Абидина бен Али злоупотреблял своим положением, власть в стране находилась в руках элиты, которая превратилась в мафиозный клан. Американское издание Foreign Policy даже поспешило окрестить события в Тунисе «WikiLeaks-революцией», хотя позже она получила официальное название Жасминовая революция. Несмотря на то, что власти страны ограничили доступ граждан к сайту WikiLeaks, информация просачивалась через другие интернет ресурсы. Акции протеста организовывались через социальные сети: twitter, facebook и другие. Кроме того, молодые активисты публиковали множество видеозаписей в YouTube, хотя доступ к этому сайту был запрещён в стране ещё в 2007 г. Во время этого переворота власти вели активную борьбу с интернет-движением: пытались закрыть доступ извне к внутренним новостям, чистили почтовые ящики и учётные записи социальных сетей, с помощью хакеров удаляли тексты и фотографии, имеющие отношение к событиям в стране, арестовывали активных блогеров.
Все эти события вызвали широкий резонанс в обществе, президент Бен Али бежал из страны 15 января 2011 года.
Режим чрезвычайного положения действовал в стране с января 2011 года до марта 2014 года.
Современность
18 марта 2015 года в Тунисе произошёл теракт, в результате которого в Национальном музее Бардо было убито более 20 человек.
26 июня 2015 года произошёл теракт в Сусе на территории отеля Riu Imperial Marhaba, в рекреационном районе Суса Эль-Кантави. На территорию отеля со стороны пляжа ворвался вооружённый террорист и расстрелял всех встреченных гостей отеля. 38 человек погибло, 39 ранены.

## Административное деление

Административное деление Туниса

Тунис составляют 24 вилайета во главе с вали, разделённых в свою очередь на 264 муатамадията или округа во главе с муатамадами. Муатамадияты делятся на 2073 шейхата или района во главе с шейхами. Вали, главы вилайетов, назначаются президентом республики. Муатамады, главы муатамадиятов, назначаются министром внутренних дел.
| №  | Название    | Адм. центр  | Площадь, км² | Население, чел. (2007) | Плотность, чел./км² |
| -- | ----------- | ----------- | ------------ | ---------------------- | ------------------- |
| 1  | Арьяна      | Арьяна      | 498          | 459 200                | 922,09              |
| 2  | Беджа       | Беджа       | 3 558        | 303 200                | 85,22               |
| 3  | Бен-Арус    | Бен-Арус    | 761          | 542 700                | 713,14              |
| 4  | Бизерта     | Бизерта     | 3 685        | 536 200                | 145,51              |
| 5  | Габес       | Габес       | 7 175        | 351 500                | 48,99               |
| 6  | Гафса       | Гафса       | 8 990        | 329 800                | 36,68               |
| 7  | Джендуба    | Джендуба    | 3 102        | 420 400                | 135,53              |
| 8  | Кайруан     | Кайруан     | 6 712        | 551 900                | 82,23               |
| 9  | Кассерин    | Кассерин    | 8 066        | 422 900                | 52,43               |
| 10 | Кебили      | Кебили      | 22 084       | 146 500                | 6,63                |
| 11 | Эль-Кеф     | Эль-Кеф     | 4 965        | 257 300                | 51,82               |
| 12 | Махдия      | Махдия      | 2 966        | 386 600                | 130,34              |
| 13 | Мануба      | Мануба      | 1 060        | 352 400                | 332,45              |
| 14 | Меденин     | Меденин     | 8 588        | 443 700                | 51,67               |
| 15 | Монастир    | Монастир    | 1 019        | 494 900                | 485,67              |
| 16 | Набуль      | Набуль      | 2 788        | 723 800                | 259,61              |
| 17 | Сфакс       | Сфакс       | 7 545        | 904 900                | 119,93              |
| 18 | Сиди-Бу-Зид | Сиди-Бу-Зид | 6 994        | 403 500                | 57,69               |
| 19 | Сильяна     | Сильяна     | 4 631        | 233 300                | 50,38               |
| 20 | Сус         | Сус         | 2 621        | 579 200                | 220,98              |
| 21 | Татавин     | Татавин     | 38 889       | 144 200                | 3,71                |
| 22 | Таузар      | Таузар      | 4 719        | 100 300                | 21,25               |
| 23 | Тунис       | Тунис       | 346          | 990 100                | 2861,56             |
| 24 | Загван      | Загван      | 2 768        | 168 100                | 60,73               |
|    | Всего       |             | 154 530      | 10 246 600             | 66,31               |

## Государственное устройство
В 2014 году в Тунисской Республике завершился переход к новой конституционной и политической системе, которая начала складываться после свержения авторитарного режима президента Зин аль-Абидина Бен Али в январе 2011 года. В январе 2014 года Национальное учредительное собрание, созданное в октябре 2011 года по итогам первых свободных выборов, утвердило новую конституцию страны. Основной закон гарантирует соблюдение гражданских прав, свободу вероисповедания и устанавливает равенство мужчин и женщин перед законом. Новую конституцию Туниса называли одной из самых прогрессивных в арабском мире.
В июне 2014 года Национальное учредительное собрание приняло решение о проведении 26 октября выборов в новый парламент — Собрание народных представителей, а 23 ноября — днём выборов президента республики.

### Президент

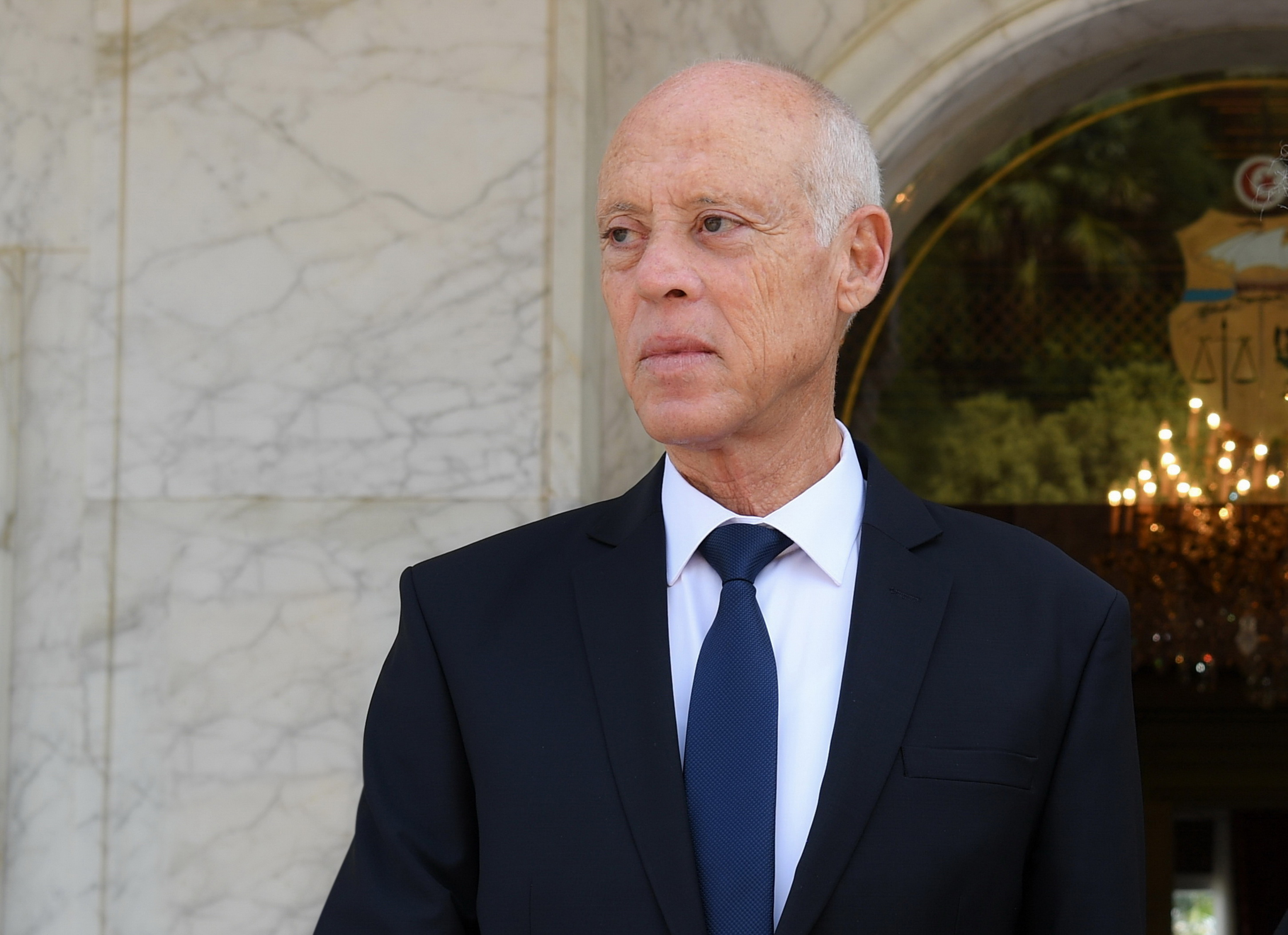
Президент Каис Саид в октябре 2019 года.

с 23 октября 2019 года должность президента занимает Каис Саид. На президентских выборах выдвигался как независимый кандидат, был избран во втором туре сроком на 5 лет.

### Политическая история
Со времени получения независимости от Франции в 1956 году до 1987 года бессменным руководителем страны был Хабиб Бургиба. В 1957 году в стране была ликвидирована монархия.
В 1987 году престарелый президент Хабиб Бургиба, основатель тунисского государства, по действовавшей конституции пожизненный президент, на пост премьер-министра назначил генерала Зин эль-Абидина Бен Али, до этого уже совмещавшего посты военного министра и министра внутренних дел.
Уже через шесть недель, в результате бескровного дворцового переворота, получившего название «Жасминовая революция», путём медицинского освидетельствования, престарелый Хабиб Бургиба был признан неспособным исполнять обязанности президента. Следующие два года, с 1987 по 1989, Зин эль-Абидин Бен Али правил страной из премьерского кресла, будучи и. о. президента, а в 1989 году был избран президентом. Отстранённый Хабиб Бургиба дожил до 2000 года и похоронен в родном городе Монастире, в мавзолее, который ныне носит его имя.
В 2002 году в Конституцию Туниса были внесены изменения: под предлогом борьбы с терроризмом был проведён референдум о внесении в конституцию поправок, отменявших ограничение количества президентских сроков (2 раза подряд) и возрастной ценз (70 лет) для кандидата в президенты.
14 января 2011 года в результате протестов населения 74-летний Зин эль-Абидин Бен Али бежал из страны в Саудовскую Аравию, передав полномочия президента спикеру парламента. До этого он успел ввести чрезвычайное положение в стране, распустить правительство и объявить о скорых досрочных выборах в парламент. Воздушное пространство Туниса было закрыто в течение суток, на следующий день практически все иностранные туристы вывезены из страны в срочном порядке.
Конституция, принятая при первом президенте (1959 год), ввела многопартийную систему, светские суды и гражданские нормы семейных отношений (отменила многожёнство), женщинам были предоставлены избирательные права. Юридически эти нормы действуют и поныне. За доказанный факт наличия второй супруги предусмотрено уголовное наказание. По Конституции, президент избирается сроком на 5 лет. Премьер-министр и кабинет министров назначаются президентом. В 2011 году, однако, президент и премьер-министр были избраны Учредительным собранием.
В 2021 году Тунис стал первым государством арабского мира, в котором пост премьер-министра занимает женщина Нажла Буден Ромдан.
Главы регионов и местных органов самоуправления назначаются правительством. Местные советы муниципального и окружного уровня формируются на выборной основе.

### Парламент

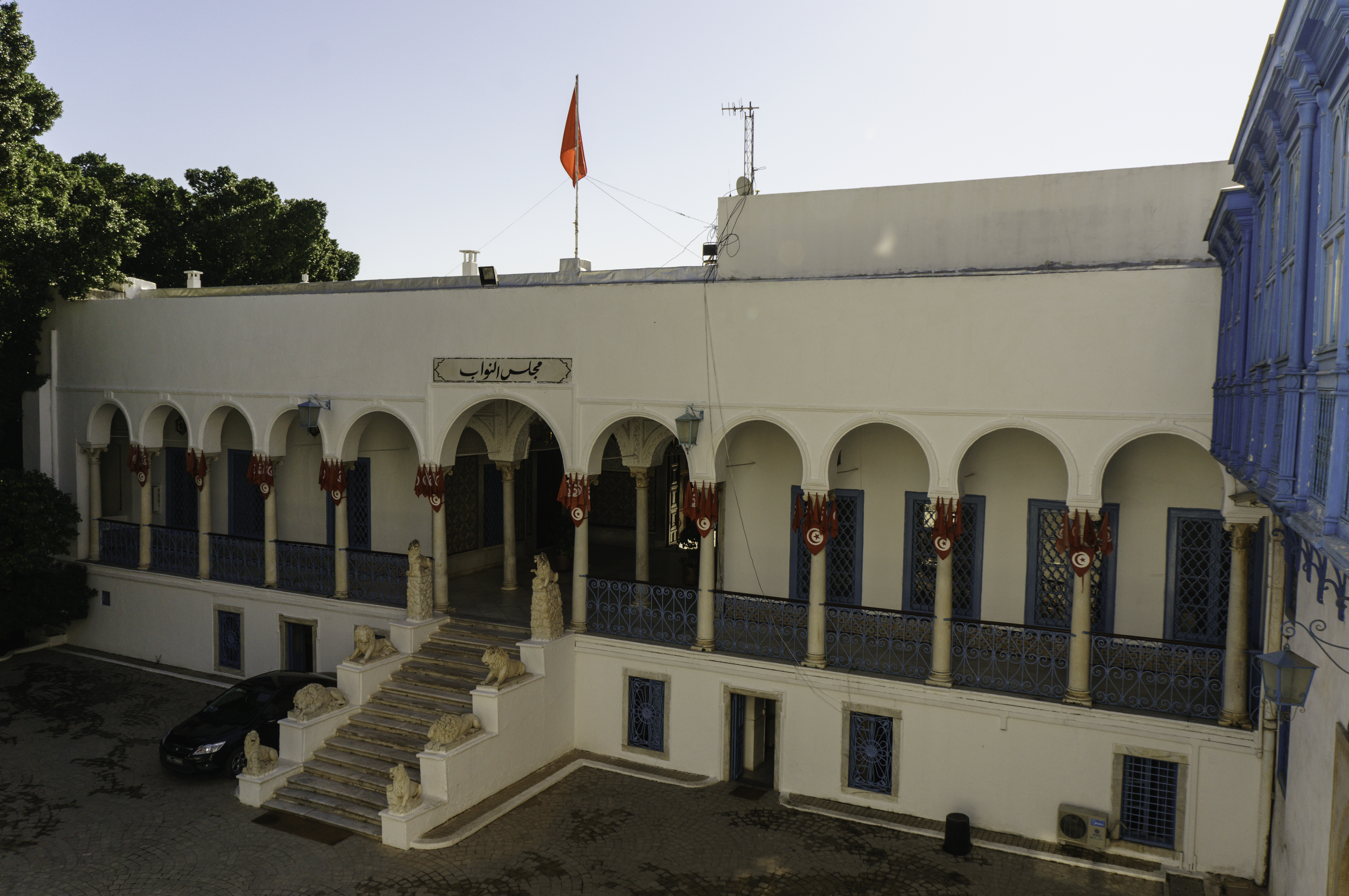
Здание Ассамблеи народных представителей

Ассамблея народных представителей — однопалатный парламент, в котором насчитывается 217 мест. Депутаты избираются на 5 лет. Парламент располагается во дворце Бардо, в соседнем корпусе расположен музей Бардо, который находится в городе Бардо, вблизи столицы.
23 октября 2011 года прошли выборы во временное Учредительное собрание. 89 мест из 217 получила умеренная исламистская Партия возрождения, Конгресс за республику — 29, Народная петиция за свободу, справедливость и развитие (Аль-Арида) — 26.
26 октября 2014 года состоялись первые после падения режима президента Бен Али и принятия новой конституции выборы в Ассамблею народных представителей. Граждане страны избрали 217 депутатов. Большинство мест (83) получила главная светская партия «Нидаа Тунис», а крупнейшая исламистская партия «Ан-Нахда» — 68 мест.
На состоявшихся 6 октября 2019 года выборах избран действующий состав. Большинство мест получили: 52 — Партия возрождения («Ан-Нахда»); 38 — «Сердце Туниса»; 22 — «Демократическое движение»; 21 — «Коалиция достоинства». 13 ноября 2019 года председателем избран Рашид Аль-Ганнуши («Ан-Нахда»).

### Партии
Партия Демократическое конституционное объединение (ДКО, до 1988 г. Социалистическая Дустуровская партия, а ещё ранее Новый Дустур) была единственной легальной партией в течение 25 лет существования Туниса как самостоятельного государства. В 2011 году на волне протестов партия была запрещена. Крупнейшие партии во временном Учредительном собрании: умеренная исламистская Партия возрождения, светский Конгресс за республику и Народная петиция за свободу, справедливость и развитие (Аль-Арида).

## Вооружённые силы
В отличие от своих соседей, Алжира и Ливии, Тунис обладает незначительными запасами нефти и, как следствие, его финансовые возможности ограничены. Военные расходы в 1990-е годы составляли 350—400 млн долларов в год.
На вооружении находится оружие и военная техника главным образом западного производства, причём достаточно устаревшая.
Численность армии 35 000 человек, включая ~23 400 человек срочной службы. Продолжительность срочной службы 1 год. Призыв избирательный.

## Экономика
Тунис — аграрно-индустриальная страна. Основу экономики составляет сельское хозяйство. Второе место в национальном доходе занимает туризм, третье — лёгкая промышленность, в основном текстильная.

### Сельское хозяйство
По экспорту оливок и оливкового масла Тунис занимает четвёртое место в мире. В стране насчитывается более 50 млн оливковых деревьев. Тунис обеспечивает до 10 % мирового производства оливкового масла.
Но прочей сельскохозяйственной продукции Тунис производит недостаточно и вынужден импортировать продовольствие.

### Энергетика и добыча полезных ископаемых
Крупные месторождения фосфоритов разрабатывают государственные компании.
Добыча нефти составляет 5 млн тонн, это обеспечивает внутренние потребности страны и даёт до 40 % экспортной выручки.
Нефтедобывающая отрасль Туниса менее развита в сравнении с его соседом Алжиром. Доказанные в 2006 году запасы нефти в Тунисе 308 млн баррелей. По данным BP Statistical Energy Survey, Тунис добывал в среднем 97600 баррелей сырой нефти в день в 2007 году, что являлось 0,11 % от мирового объёма и эта величина изменилась на 40,1 % по сравнению с 2006 годом.
Длительное время нефть была основным источником экспортных поступлений Туниса (В 1999 в стране было добыто около 250 тыс. т сырой нефти). С конца 1980-х гг. эта роль перешла к текстильным изделиям и продовольствию.
Министерство промышленности регулирует нефтяную промышленность Туниса. Государственной нефтяной компанией является L’Enterprise Tunisienne d’Activites Petrolieres (ETAP), а Société Nationale de Distribution du Pètrole (SNDP) является национальной маркетинговой дистрибьюторской компанией.
В Тунисе «Бритиш Газ» является самым крупным иностранным инвестором. Ей принадлежит 100 % акций в добыче газа на месторождении Miskar, обеспечивающей 80 % суточного спроса на этот энергоноситель в стране. В дополнение к месторождению Miskar ‘BG’ имеет 50%-ную долю и разрешение на разведку на шельфовых месторождениях Amilcar и Ulysee, где действует также государственная компания ‘ETAP’. Оценочная скважина Hannibal-3, пробурённая на месторождении Amilcar в 1997 г., обнаружила газ, однако пока нет разрешения на его добычу. Месторождение Мискар даёт более 90 % всей добычи газа (335 млн м3 в 1999).

### Внешняя торговля
В 2019 году объём экспорта составил 16,6 млрд долл., а импорта — 21,6 млрд долл. В экспорте преобладают: продукция лёгкой промышленности, нефть и нефтепродукты, продукция машиностроения и оливковое масло; в импорте — сырая нефть, машины и комплектующие, химикаты и продовольствие. Основные направления экспорта во Францию (4,82 млрд долларов), Италию (2,74 млрд долларов), Германию (2,1 млрд долларов), Испанию (686 млн долларов) и Ливию (539 млн долларов); импорта — из Франции (3,69 млрд долларов), Италии (3,37 млрд долларов), Германии (1,66 млрд долларов), Китая (1,65 млрд долларов) и Алжира (1,43 млрд долларов).

## Транспорт

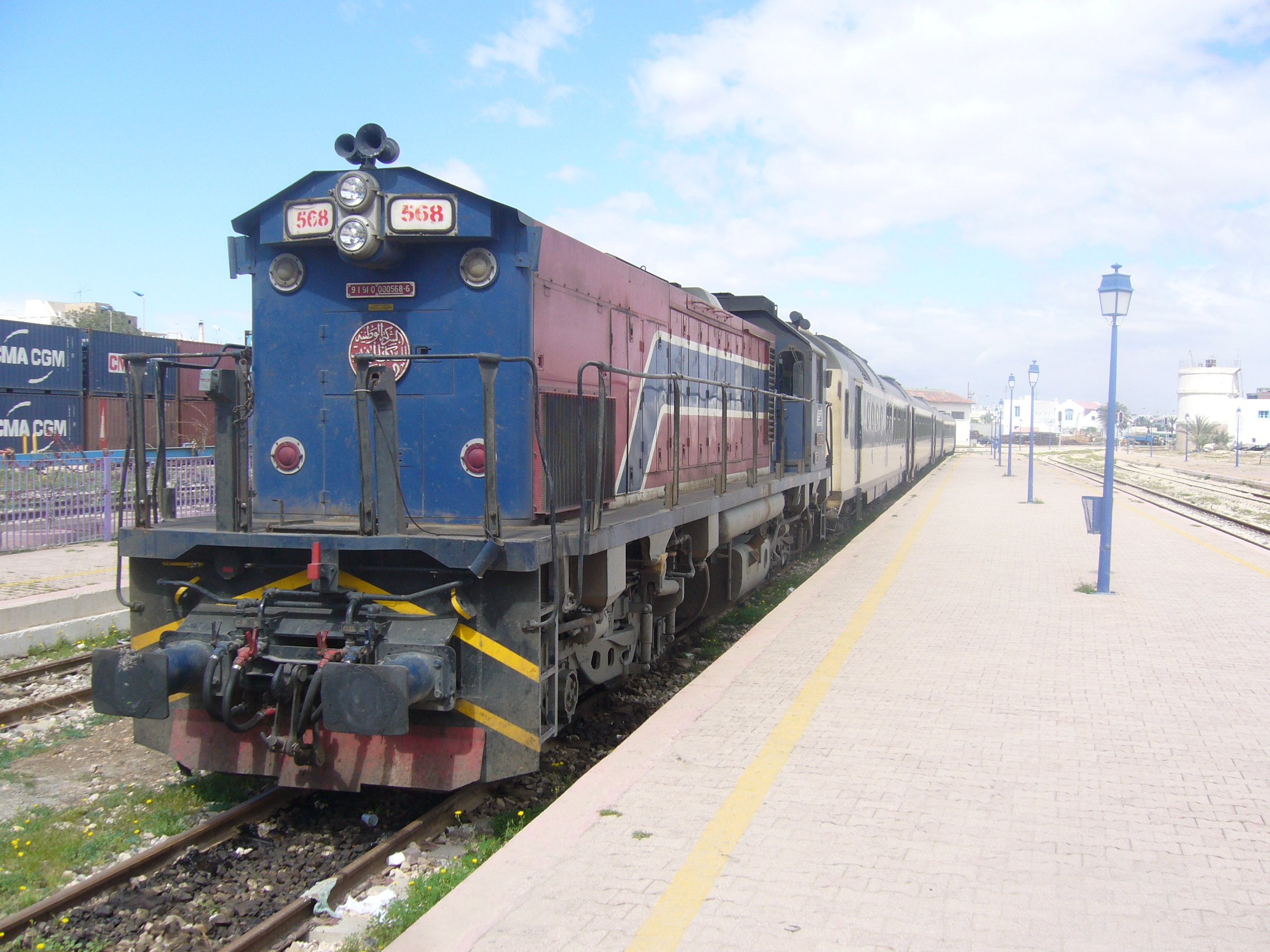
Поезд во главе с тепловозом на станции Сфакс SNCFT

В стране восемь международных аэропортов, общее количество аэропортов 29 (на 2013 год). Крупнейшие аэропорты страны: Энфида, Тунис-Карфаген, Монастир имени Хабиба Бургибы и другие.
Длина железнодорожной сети страны, управляемой компанией SNCFT (фр. Société Nationale des Chemins de Fer Tunisiens), свыше 1900 км, из них с шириной колеи 1435 мм 473 км и 1674 км с шириной колеи 1000 мм.
Международные грузовые перевозки осуществляются морским транспортом. Основные порты страны: Хальк-эль-Уэд, Сфакс, Бизерта, Сехира, Сус.

## Население

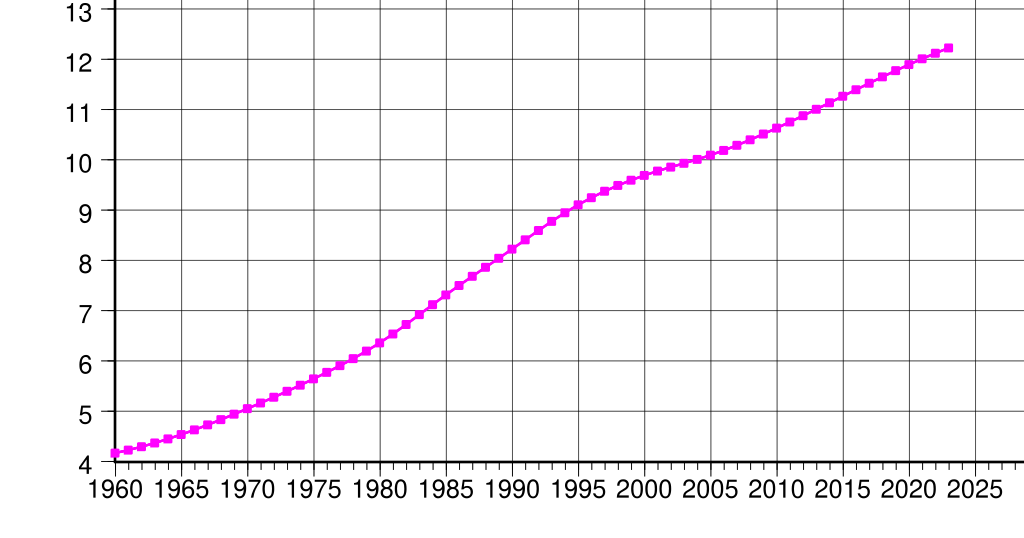
Демографическая кривая Туниса

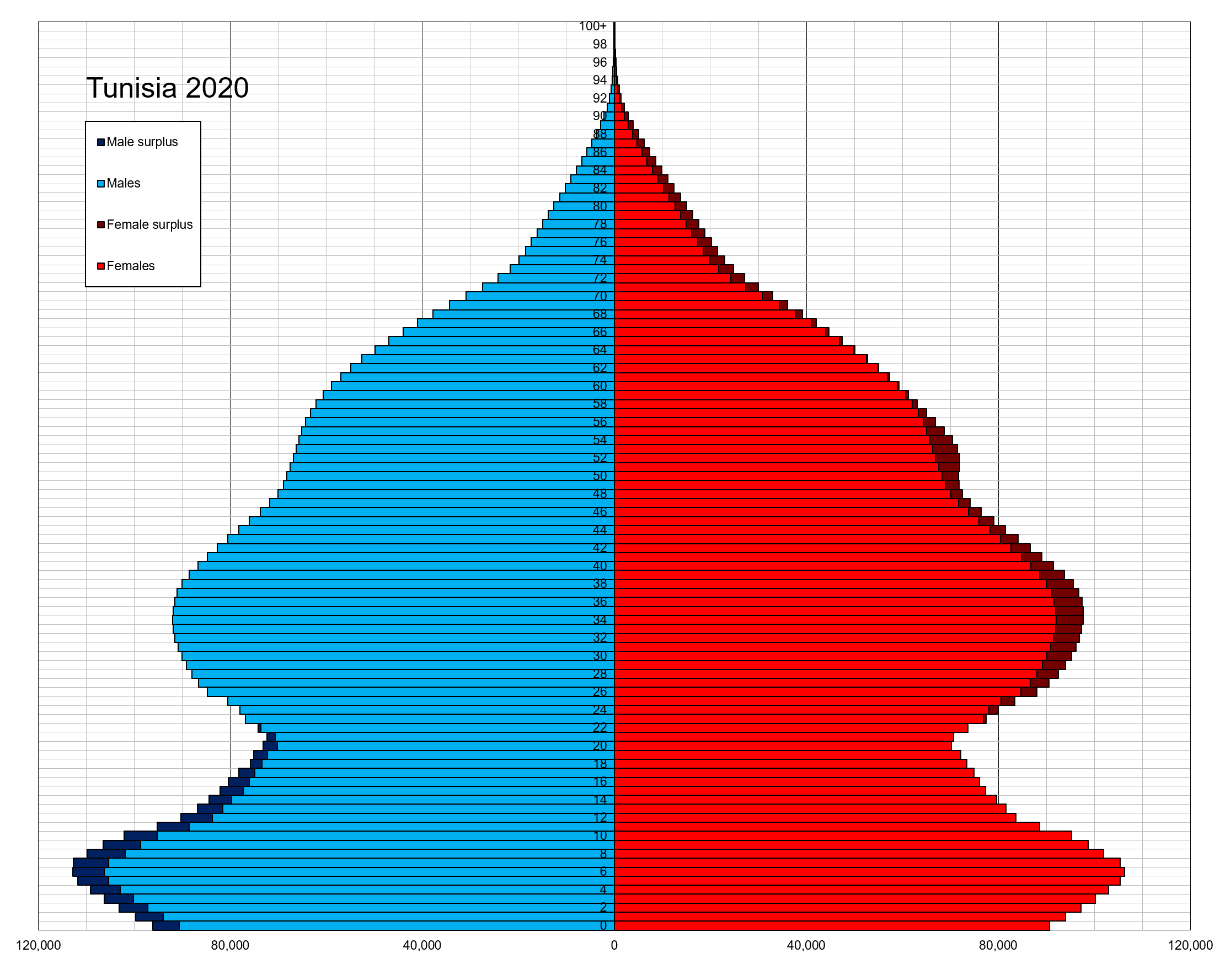
Возрастно-половая пирамида населения Туниса на 2020 год

Численность населения составляет 10 982 489 жителей по переписи 2014 года. В последние годы в Тунисе резко падает рождаемость. В 2010 суммарный коэффициент рождаемости оценивалась в 1,71 ребёнка на женщину.

### Национальный состав и языки
98 % населения страны арабы или арабизированные берберы. Однако имеется небольшое (1 %)
национальное меньшинство берберов, в основном, они проживают на острове Джерба и в районах Матмата, Татавин, Гафса. Берберы Туниса, представленные племенем нефуса, говорят на одном из диалектов берберского языка, часто называемого Шелха. Проживают в стране и черкесы (ок. 1,5 %). В основном, это потомки египетских мамлюков и мухаджиров — переселенцев с Кавказа после Кавказской войны.

### Религия
98 % населения — мусульмане, имеется небольшое количество католиков.

## Культура

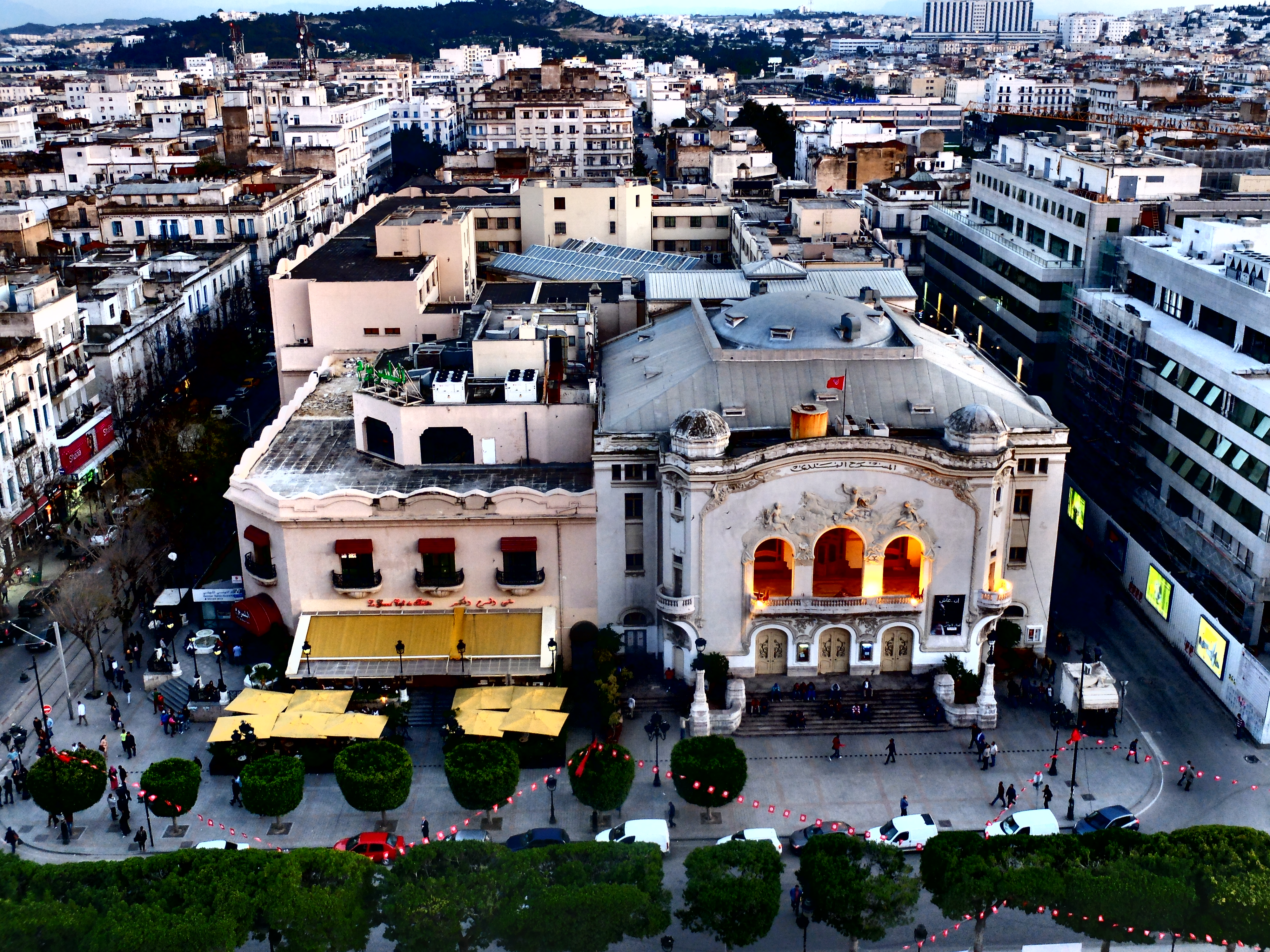
Театр в столице страны

### Кухня
Повсеместно в стране популярен острый соус Харисса из перца чили и чеснока. Этот тунисский соус распространился по всему миру и экспортируется из страны.
Традиционно мусульмане не употребляют алкоголь, но в Тунисе отношение к этому вопросу более либеральное.

### Праздники[27]
- 1 января — Новый год;

- 14 января — День молодежи и революции;
- 20 марта — День провозглашения независимости;
- 21 марта — День молодёжи;
- 9 апреля — День памяти жертв;
- 1 мая — Праздник труда;
- 25 июля — День провозглашения Республики;
- 13 августа — День женщины;
- 15 октября — День эвакуации;
- 1 мухаррам — Мусульманский Новый год (Ras el-Aam Hejri);
- 12 раби аль-авваль — День рождения Пророка Мухаммеда (Mouled);
- 1 шавваля — Окончание священного месяца Рамадан (Aid el fitr);
- 10 зу-ль-хидджа — Мусульманский праздник жертвоприношения (Aid-el Idha).

### Спорт
С 2006 года регулярно проводится чемпионат Туниса по гольфу.

#### Международные спортивные события
С 1994 года местный спортивный клуб Golf Yasmine выступает организатором соревнований различного уровня. Так, в 1994 в Тунисе проводился Challenge Tour, а в 2000—2001 годах World Shot Gun и Средиземноморские игры.
- В 1994 и 2004 годах в Тунисе проходили финальные турниры Кубка африканских наций по футболу.
- В 2005 году в Тунисе состоялся чемпионат мира по гандболу.
- В 2009 году в Тунисе прошёл один из этапов розыгрыша Кубка мира по ралли-рейдам — ралли-рейд OiLibya de Tunisie[англ.]. Он ознаменовался серьёзной аварией, в которую 1 мая попал экипаж российского гонщика, пилота команды BMW X-Raid Леонида Новицкого[28]. Через 11 км после старта спортсмен на скорости 200 км/ч врезался в серию песчаных перемётов. Леонид Новицкий и его штурман Олег Тюпенкин, получив серьёзные травмы, были вертолётом доставлены в госпиталь. Гонку остановили, а спецучасток отменили[29].

## СМИ
Государственная телекомпания ETT (Établissement de la télévision tunisienne («Учреждение тунисского телевидения»), включает в себя телеканалы Télévision Tunisienne 1 (запущен 31 мая 1966 года как RTT, с 1983 года RTT 1, современное название Télévision Tunisienne 1) и Télévision Tunisienne 2 (запущен 7 ноября 1994 года), государственная радиокомпания — ERT (Établissement de la radio tunisienne (Учреждение тунисского радио), включает в себя радиостанции Radio Tunis (запущена 15 октября 1938 года), Radio Tunis Chaîne Internationale (запущена в 1960 году), Radio Jeunes (запущена 7 ноября 1995 года), Radio Tunisie Culture (запущена 29 мая 2006 года) и ряд региональных радиостанций (Radio Sfax (запущена 8 декабря 1961 года), Radio Monastir (запущена 3 августа 1977 года), Radio Gafsa (запущена 7 ноября 1991 года), Radio Le Kef (запущена 7 ноября 1991 года), Radio Tataouine (запущена 7 ноября 1991 года)). ETT и ERT созданы 31 августа 2007 года путём разделения государственной телерадиокомпании ERTT (Établissement de la radiodiffusion-télévision tunisienne (Учреждение тунисского радиовещания и телевидения), созданной 15 октября 1938 года как Radio Tunis, с 25 апреля 1957 года RTT (Radiodiffusion-télévision tunisienne (Тунисское радиовещание и телевидение), с 7 мая 1990 года носила современное название. Оператор эфирного телевидения — ONT (Office national de la télédiffusion, الديوان الوطني للإرسال الإذاعي والتلفزي). Контроль за соблюдением законов о СМИ осуществляет Высшее независимое управление аудиовизиульное коммуникации (Haute autorité indépendante de la communication audiovisuelle, الهيئة العليا المستقلة للاتصال السمعي البصري), назначаемое президентом.